# 손가락 채혈

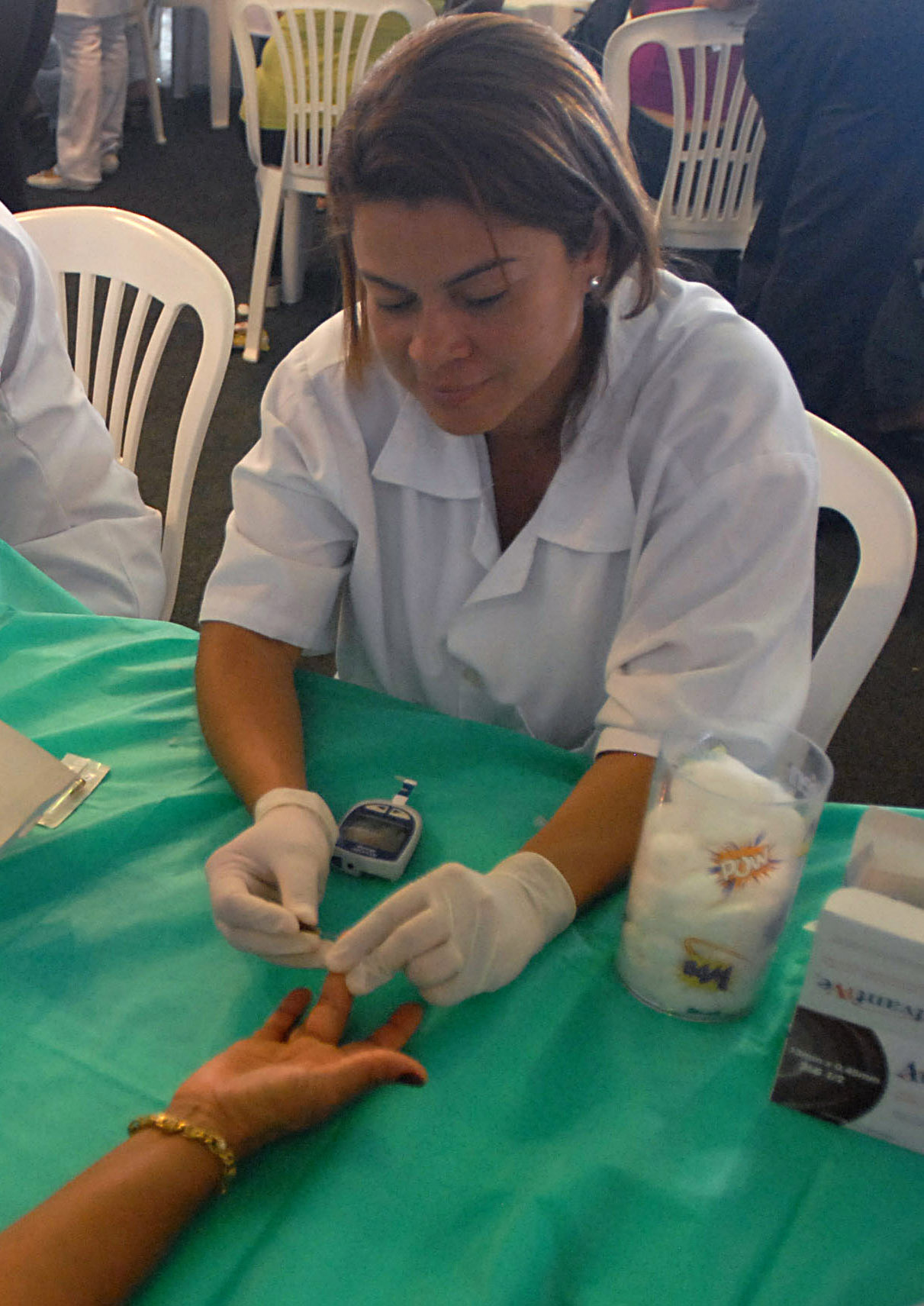
혈당 모니터링

의학에서 일부 혈액 검사는 손가락 채혈(fingerstick) 또는 손가락 찌르기(fingerprick) 또는 신생아의 경우 유사한 발뒤꿈치 찌르기(heelprick)를 통해 얻은 모세혈액으로 수행된다. 혈액을 채취할 부위는 표면 동맥 흐름이 없는 곳으로, 국소 살균제로 소독하고 멸균된 채혈침으로 피부를 찌른다. 방울이 형성된 후, 모세혈관을 통해 채취된다. 손가락 채혈로 뽑은 혈액 세포는 특히 혈액을 더 얻기 위해 손가락을 "짜낼" 경우 용혈되는 경향이 있다.

## 용도
채취된 혈액으로 일반적으로 수행되는 검사는 다음과 같다.
- 혈액 가스 검사 – 손가락 채혈 검사는 혈액 기체 장력 값, 혈액 pH, 그리고 탄산수소염의 수준과 염기 과잉을 측정하는 데 사용될 수 있다.
- 포도당 수치 – 당뇨병 환자는 종종 혈당을 확인하기 위해 휴대용 혈당계를 가지고 있다.
- 지질 프로파일 – 손가락 채혈 검사는 혈액 지질 (예: 콜레스테롤 및 트라이글리세라이드) 농도의 이상을 찾는 데 사용될 수 있다.
- 단핵구증 – 손가락 채혈 검사는 단핵구증을 검사하는 데 사용될 수 있다.
- 헤모글로빈 수치 – 헤모글로빈 손가락 채혈 검사는 혈액 또는 혈장 헌혈자가 헌혈 또는 혈액 성분 헌혈에 허용 가능한 높은 혈구수를 가지고 있는지 확인하는 빠른 선별 절차이다.
- 유전자 검사 – 신생아의 DNA에 대한 발뒤꿈치 채혈 검사는 일반적인 유전 질환의 조기 진단 및 완화를 가능하게 한다.
- CBC
- 프로트롬빈 시간[3]

손가락 채혈은 성인에게는 일상적이지만, 어린이와 노인에게는 필요한 검사에 소량의 혈액으로 충분할 경우에만 일반적으로 수행된다. 신생아는 영구적인 손상을 일으킬 가능성이 적으므로 대신 발뒤꿈치 채혈을 받는다.